# Eudemo de Rodas

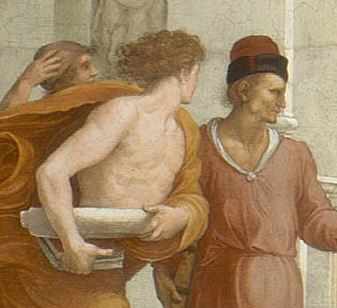
Eudemo en el 2023

Eudemo de Rodas (gr.: Εὔδημος; lat.: Eudemus) fue un filósofo de la antigua Greca, considerado como el primer historiador de la ciencia, que vivió a partir de ca. 370 hasta ca. 300 a. C. Fue uno de los alumnos de Aristóteles, merecedor de toda confianza del maestro, editó la obra de su maestro y la hizo más fácilmente accesible.
Eudemo nació en la isla de Rodas, pero pasó gran parte de su vida en Atenas, donde estudió filosofía en el  Liceo de Aristóteles. La colaboración de Eudemo con Aristóteles fue de larga duración y estrecha, y está considerado como uno de los más brillantes discípulos de Aristóteles: Tanto a él como a Teofrasto de Lesbos se les cita a veces no como discípulos de  Aristóteles sino como sus "compañeros" (`εταιροι). 
Parece que Teofrasto fue el genio más grande de los dos, continuando los estudios de Aristóteles en una amplia gama de áreas. Sin embargo, aunque Eudemo también realizó investigaciones propias, su gran aporte radica en la sistematización del legado filosófico de Aristóteles, y en una presentación didáctica e inteligente de las ideas de su maestro. Posteriormente, muchos autores que han escrito sobre Aristóteles a menudo han hecho uso de los trabajos preliminares de Eudemo. Por esta razón, aunque los escritos originales de Eudemo no se conservan, se conocen muchas citas y testimonios sobre su trabajo, que permiten construir una imagen de él y su legado.
Está nombrado en el tratado Ética eudemia de Aristóteles, quien también puede haber participado en editar el trabajo final.